# Vignolles
Vignolles és un municipi francès situat al departament del Charente i a la regió de la Nova Aquitània. L'any 2007 tenia 182 habitants.

## Demografia

### Població
El 2007 la població de fet de Vignolles era de 182 persones. Hi havia 72 famílies de les quals 20 eren unipersonals (16 homes vivint sols i 4 dones vivint soles), 24 parelles sense fills, 24 parelles amb fills i 4 famílies monoparentals amb fills.
La població ha evolucionat segons el següent gràfic:
Habitants censats

### Habitatges
El 2007 hi havia 77 habitatges, 72 eren l'habitatge principal de la família, 2 eren segones residències i 3 estaven desocupats. Tots els 74 habitatges eren cases. Dels 72 habitatges principals, 60 estaven ocupats pels seus propietaris, 8 estaven llogats i ocupats pels llogaters i 4 estaven cedits a títol gratuït; 4 tenien dues cambres, 10 en tenien tres, 11 en tenien quatre i 46 en tenien cinc o més. 63 habitatges disposaven pel capbaix d'una plaça de pàrquing. A 31 habitatges hi havia un automòbil i a 38 n'hi havia dos o més.

### Piràmide de població
La piràmide de població per edats i sexe el 2009 era:
| Homes | Edats   | Dones |
| ----- | ------- | ----- |
| 0     | 95 o +  | 0     |
| 0     | 90 a 94 | 4     |
| 4     | 85 a 89 | 8     |
| 0     | 80 a 84 | 8     |
| 0     | 75 a 79 | 0     |
| 0     | 70 a 74 | 4     |
| 8     | 65 a 69 | 4     |
| 8     | 60 a 64 | 8     |
| 4     | 55 a 59 | 4     |
| 4     | 50 a 54 | 16    |
| 8     | 45 a 49 | 0     |
| 16    | 40 a 44 | 8     |
| 0     | 35 a 39 | 4     |
| 4     | 30 a 34 | 8     |
| 4     | 25 a 29 | 0     |
| 0     | 20 a 24 | 0     |
| 16    | 15 a 19 | 4     |
| 4     | 10 a 14 | 0     |
| 0     | 5 a 9   | 4     |
| 8     | 0 a 4   | 4     |

## Economia
El 2007 la població en edat de treballar era de 102 persones, 69 eren actives i 33 eren inactives. De les 69 persones actives 64 estaven ocupades (33 homes i 31 dones) i 5 estaven aturades (2 homes i 3 dones). De les 33 persones inactives 14 estaven jubilades, 6 estaven estudiant i 13 estaven classificades com a «altres inactius».

### Ingressos
El 2009 a Vignolles hi havia 70 unitats fiscals que integraven 177,5 persones, la mediana anual d'ingressos fiscals per persona era de 18.128 €.

### Activitats econòmiques
Dels 12 establiments que hi havia el 2007, 3 eren d'empreses de fabricació d'altres productes industrials, 2 d'empreses de comerç i reparació d'automòbils, 1 d'una empresa d'hostatgeria i restauració, 1 d'una empresa financera, 1 d'una empresa immobiliària, 3 d'empreses de serveis i 1 d'una empresa classificada com a «altres activitats de serveis».
L'únic servei als particulars que hi havia el 2009 era un restaurant.
L'any 2000 a Vignolles hi havia 14 explotacions agrícoles que ocupaven un total de 484 hectàrees.

## Poblacions més properes
El següent diagrama mostra les poblacions més properes.